# Cier-de-Luchon
Pour les articles homonymes, voir Cier.
Cier-de-Luchon est une commune française située dans le sud-ouest du département de la Haute-Garonne, en région Occitanie. Sur le plan historique et culturel, la commune est dans le pays de Comminges, correspondant à l’ancien comté de Comminges, circonscription de la province de Gascogne située sur les départements actuels du Gers, de la Haute-Garonne, des Hautes-Pyrénées et de l'Ariège.
Exposée à un climat de montagne, elle est drainée par la Pique et par divers autres petits cours d'eau. La commune possède un patrimoine naturel remarquable : un site Natura 2000 (« Garonne, Ariège, Hers, Salat, Pique et Neste ») et six zones naturelles d'intérêt écologique, faunistique et floristique.
Cier-de-Luchon est une commune rurale qui compte 228 habitants en 2022, après avoir connu un pic de population de 502 habitants en 1846. Elle fait partie de l'aire d'attraction de Bagnères-de-Luchon. Ses habitants sont appelés les Cierois ou  Cieroises.

## Géographie

### Localisation
La commune de Cier-de-Luchon se trouve dans le département de la Haute-Garonne, en région Occitanie.
Elle se situe à 107 km à vol d'oiseau de Toulouse, préfecture du département, à 29 km de Saint-Gaudens, sous-préfecture, et à 8 km de Bagnères-de-Luchon, bureau centralisateur du canton de Bagnères-de-Luchon dont dépend la commune depuis 2015 pour les élections départementales.
La commune fait en outre partie du bassin de vie de Bagnères-de-Luchon.
Les communes les plus proches sont : 
Gouaux-de-Luchon (1,6 km), Cazaux-Layrisse (1,8 km), Baren (1,9 km), Lège (2,2 km), Salles-et-Pratviel (3,2 km), Artigue (3,3 km), Antignac (3,6 km), Guran (3,7 km).
Sur le plan historique et culturel, Cier-de-Luchon fait partie du pays de Comminges, correspondant à l’ancien comté de Comminges, circonscription de la province de Gascogne située sur les départements actuels du Gers, de la Haute-Garonne, des Hautes-Pyrénées et de l'Ariège.
Les communes limitrophes sont  Antignac, Cazaux-Layrisse, Gouaux-de-Luchon, Saint-Paul-d'Oueil, Salles-et-Pratviel et Sost.
| Sost (Hautes-Pyrénées) | Cazaux-Layrisse |                    |
| Saint-Paul-d'Oueil     | Cier-de-Luchon  | Gouaux-de-Luchon   |
|                        | Antignac        | Salles-et-Pratviel |

### Géologie et relief
La superficie de la commune est de 1 059 hectares ; son altitude varie de 582  à   1 988 mètres.r

### Hydrographie

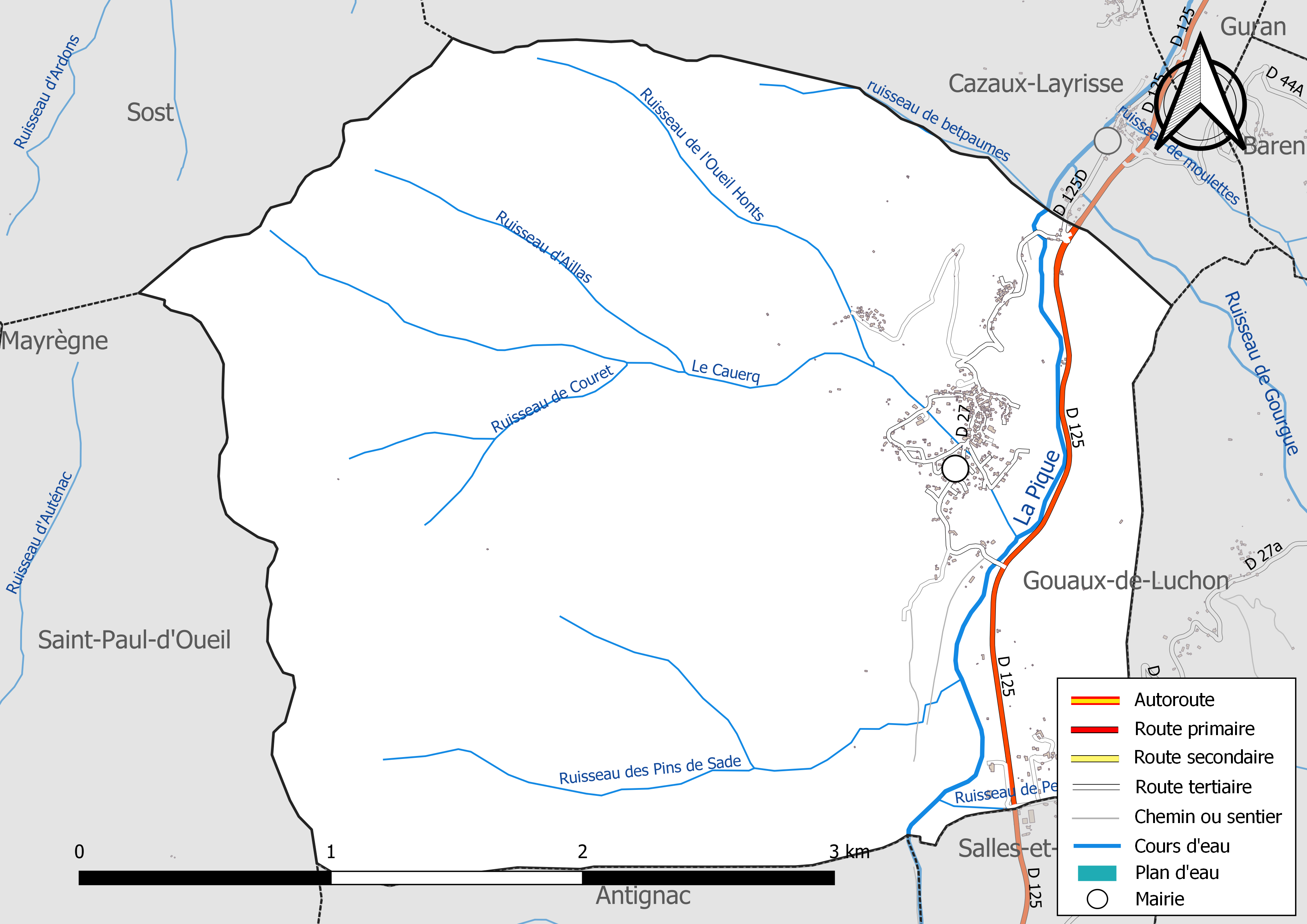
Réseaux hydrographique et routier de Cier-de-Luchon.

La commune est dans le bassin de la Garonne, au sein du bassin hydrographique Adour-Garonne. Elle est drainée par la Pique, le Cauerq, le ruisseau d'Aillas, le ruisseau de betpaumes, le ruisseau de Couret, le ruisseau de l'Oueil Honts, le ruisseau de Pech de Bayle, le ruisseau des Pins de Sade et par deux petits cours d'eau, constituant un réseau hydrographique de 17 km de longueur totale,.
La Pique, d'une longueur totale de 32,9 km, prend sa source dans la commune de Bagnères-de-Luchon et s'écoule vers le nord. Elle traverse la commune et se jette dans la Garonne à Chaum, après avoir traversé 17 communes.

### Climat
Pour des articles plus généraux, voir Climat de l'Occitanie et Climat de la Haute-Garonne.
En 2010, le climat de la commune est de type climat des marges montargnardes, selon une étude s'appuyant sur une série de données couvrant la période 1971-2000. En 2020, Météo-France publie une typologie des climats de la France métropolitaine dans laquelle la commune est exposée à un climat de montagne ou de marges de montagne et est dans la région climatique Pyrénées centrales, caractérisée par une pluviométrie annuelle de 1 000 à 1 200 mm.
Pour la période 1971-2000, la température annuelle moyenne est de 10,9 °C, avec une amplitude thermique annuelle de 13,9 °C. Le cumul annuel moyen de précipitations est de 1 168 mm, avec 9,8 jours de précipitations en janvier et 7,7 jours en juillet. Pour la période 1991-2020, la température moyenne annuelle observée sur la station météorologique la plus proche, située sur la commune de Bagnères-de-Luchon à 8 km à vol d'oiseau, est de 11,5 °C et le cumul annuel moyen de précipitations est de 940,5 mm,. Pour l'avenir, les paramètres climatiques de la commune estimés pour 2050 selon différents scénarios d’émission de gaz à effet de serre sont consultables sur un site dédié publié par Météo-France en novembre 2022.

### Milieux naturels et biodiversité

#### Réseau Natura 2000

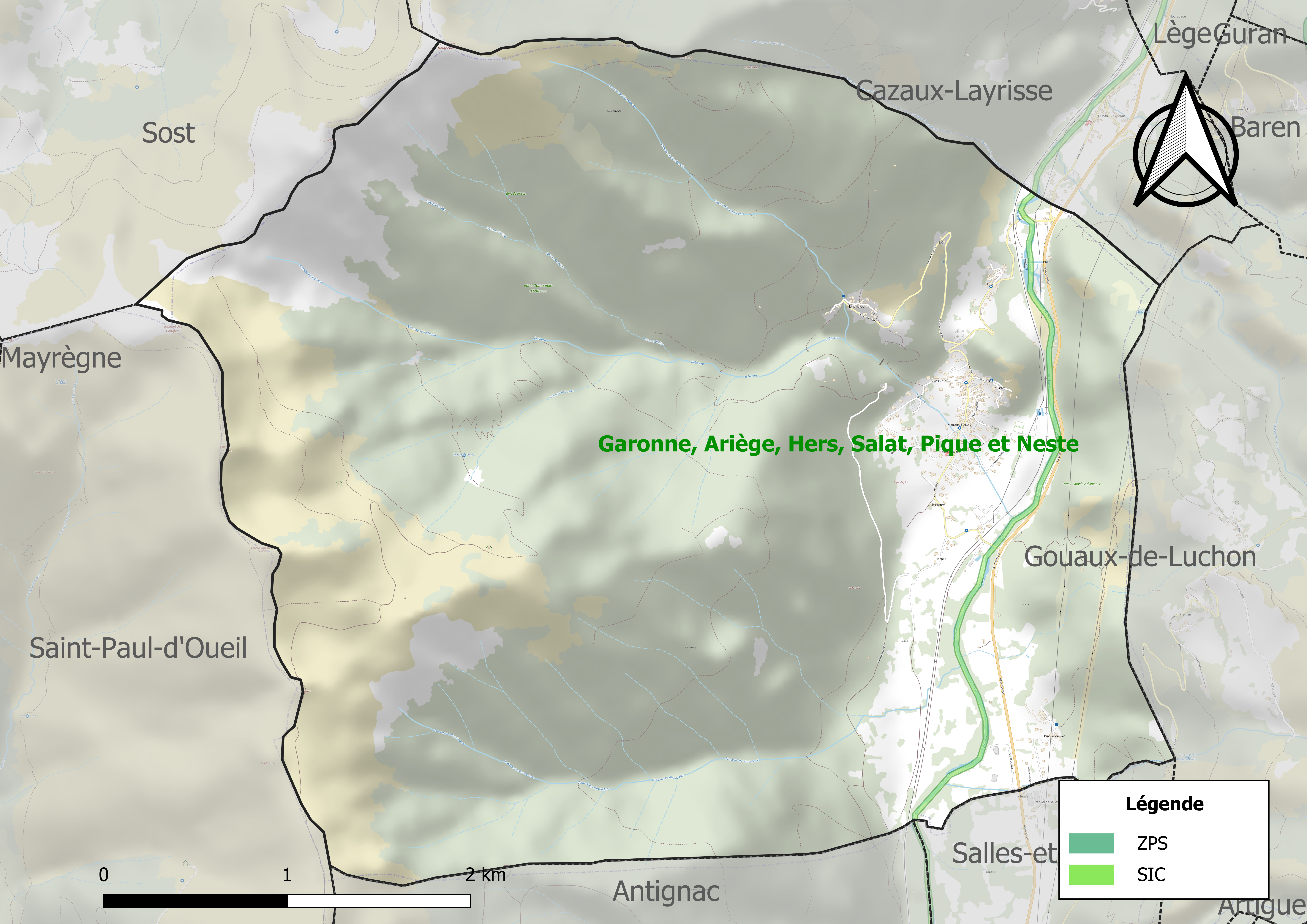
Site Natura 2000 sur le territoire communal.

Le réseau Natura 2000 est un réseau écologique européen de sites naturels d'intérêt écologique élaboré à partir des directives habitats et oiseaux, constitué de zones spéciales de conservation (ZSC) et de zones de protection spéciale (ZPS).
Un site Natura 2000 a été défini sur la commune au titre de la directive habitats : « Garonne, Ariège, Hers, Salat, Pique et Neste », d'une superficie de 9 581 ha, un réseau hydrographique pour les poissons migrateurs (zones de frayères actives et potentielles importantes pour le Saumon en particulier qui fait l'objet d'alevinages réguliers et dont des adultes atteignent déjà Foix sur l'Ariège.

#### Zones naturelles d'intérêt écologique, faunistique et floristique

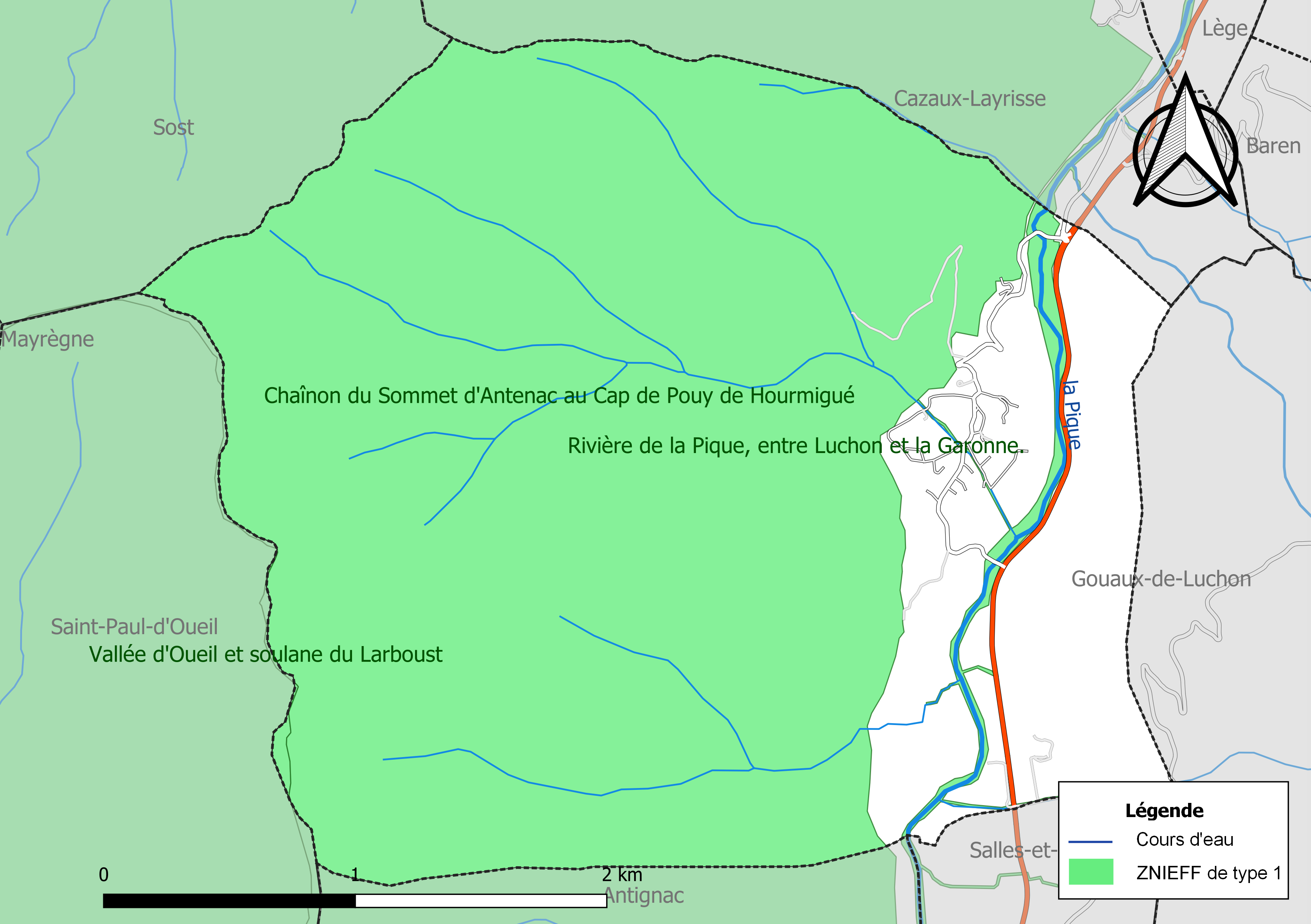
Carte des ZNIEFF de type 1 localisées sur la commune.

L’inventaire des zones naturelles d'intérêt écologique, faunistique et floristique (ZNIEFF) a pour objectif de réaliser une couverture des zones les plus intéressantes sur le plan écologique, essentiellement dans la perspective d’améliorer la connaissance du patrimoine naturel national et de fournir aux différents décideurs un outil d’aide à la prise en compte de l’environnement dans l’aménagement du territoire.
Trois ZNIEFF de type 1 sont recensées sur la commune :
- « chaînon du sommet d'Antenac au cap de Pouy de Hourmigué » (5 751 ha), couvrant 22 communes dont 16 dans la Haute-Garonne et six dans les Hautes-Pyrénées[21] ;
- la « rivière de la Pique, entre Luchon et la Garonne. » (143 ha), couvrant 16 communes du département[22],
- la « vallée d'Oueil et soulane du Larboust » (6 150 ha), couvrant 27 communes dont 21 dans la Haute-Garonne et six dans les Hautes-Pyrénées[23] ;

et trois ZNIEFF de type 2, : 
- « Garonne amont, Pique et Neste » (1 788 ha), couvrant 112 communes dont 42 dans la Haute-Garonne et 70 dans les Hautes-Pyrénées[24] ;
- la « Haute montagne en Haute-Garonne » (33 294 ha), couvrant 49 communes dont 41 dans la Haute-Garonne et huit dans les Hautes-Pyrénées[25] ;
- le « massif de la Barousse et chaînon du sommet d´Antenac au cap de Pouy de Hourmigué » (15 691 ha), couvrant 33 communes dont 18 dans la Haute-Garonne et 15 dans les Hautes-Pyrénées[26].

## Urbanisme

### Typologie
Au 1er janvier 2024, Cier-de-Luchon est catégorisée commune rurale à habitat dispersé, selon la nouvelle grille communale de densité à sept niveaux définie par l'Insee en 2022.
Elle est située hors unité urbaine. Par ailleurs la commune fait partie de l'aire d'attraction de Bagnères-de-Luchon, dont elle est une commune de la couronne,. Cette aire, qui regroupe 44 communes, est catégorisée dans les aires de moins de 50 000 habitants,.

### Occupation des sols
L'occupation des sols de la commune, telle qu'elle ressort de la base de données européenne d’occupation biophysique des sols Corine Land Cover (CLC), est marquée par l'importance des forêts et milieux semi-naturels (88,2 % en 2018), une proportion identique à celle de 1990 (88,2 %). La répartition détaillée en 2018 est la suivante : 
forêts (69,8 %), milieux à végétation arbustive et/ou herbacée (18,4 %), prairies (9,4 %), zones urbanisées (2,4 %). L'évolution de l’occupation des sols de la commune et de ses infrastructures peut être observée sur les différentes représentations cartographiques du territoire : la carte de Cassini (XVIIIe siècle), la carte d'état-major (1820-1866) et les cartes ou photos aériennes de l'IGN pour la période actuelle (1950 à aujourd'hui).

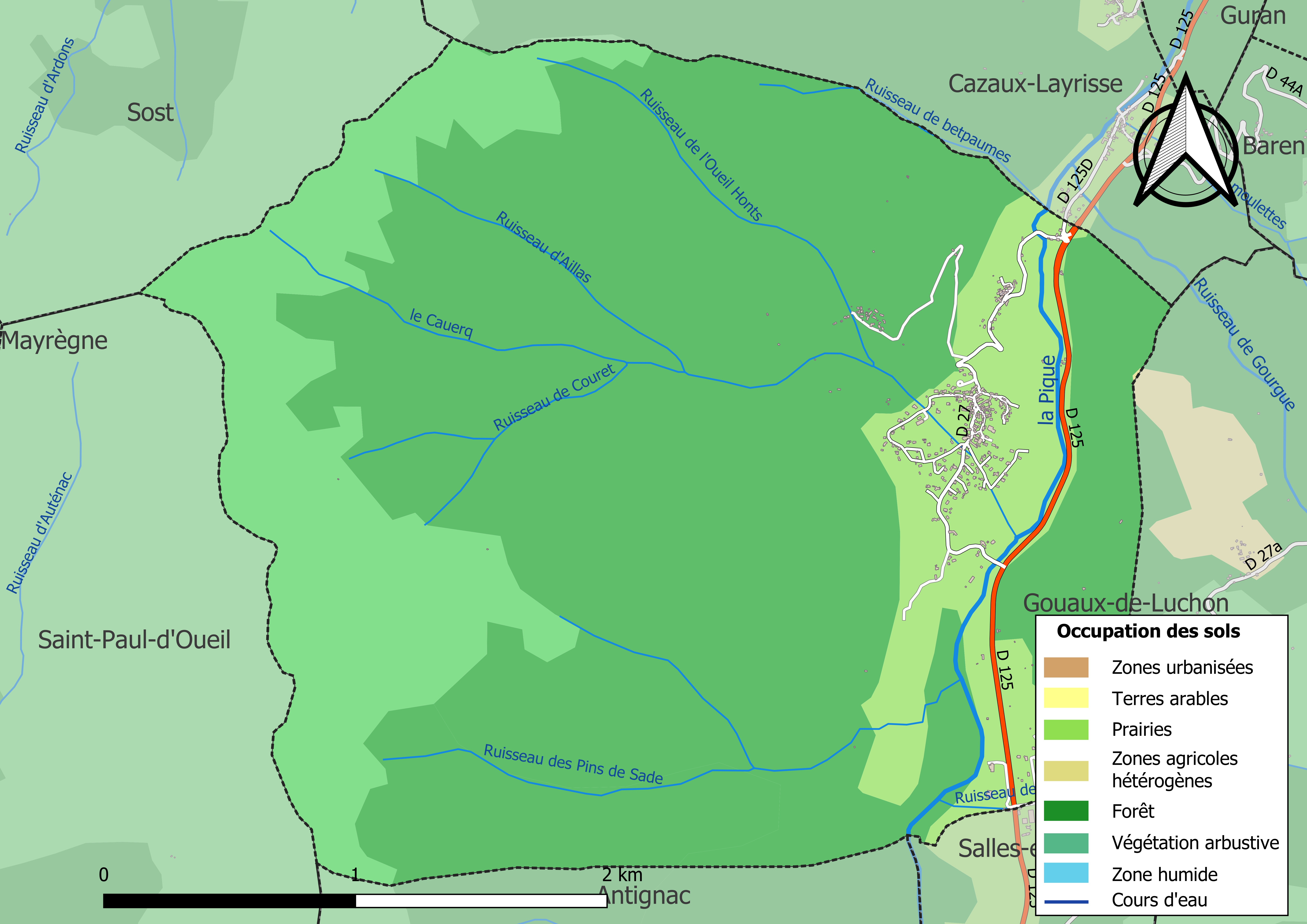
Carte des infrastructures et de l'occupation des sols de la commune en 2018 (CLC).

### Voies de communication et transports
Accès par l'autoroute A64 sortie no 17 puis la route nationale 125 et avec le réseau Arc-en-ciel ainsi qu'en gare de Luchon située sur la ligne de Montréjeau à Luchon.

### Risques majeurs
Le territoire de la commune de Cier-de-Luchon est vulnérable à différents aléas naturels : météorologiques (tempête, orage, neige, grand froid, canicule ou sécheresse), inondations, feux de forêts, mouvements de terrains et séisme (sismicité moyenne). Il est également exposé à un risque technologique, la rupture d'un barrage, et à un risque particulier : le risque de radon. Un site publié par le BRGM permet d'évaluer simplement et rapidement les risques d'un bien localisé soit par son adresse soit par le numéro de sa parcelle.

#### Risques naturels
Certaines parties du territoire communal sont susceptibles d’être affectées par le risque d’inondation par débordement de cours d'eau, notamment la Pique. La commune a été reconnue en état de catastrophe naturelle au titre des dommages causés par les inondations et coulées de boue survenues en 1982, 1999, 2009 et 2013,.
Un plan départemental de protection des forêts contre les incendies a été approuvé par arrêté préfectoral du 25 septembre 2006. Cier-de-Luchon est exposée au risque de feu de forêt du fait de la présence sur son territoire du massif des Pyrénées. Il est ainsi défendu aux propriétaires de la commune et à leurs ayants droit de porter ou d’allumer du feu dans l'intérieur et à une distance de 200 mètres des bois, forêts, plantations, reboisements ainsi que des landes. L’écobuage est également interdit, ainsi que les feux de type méchouis et barbecues, à l’exception de ceux prévus dans des installations fixes (non situées sous couvert d'arbres) constituant une dépendance d'habitation,

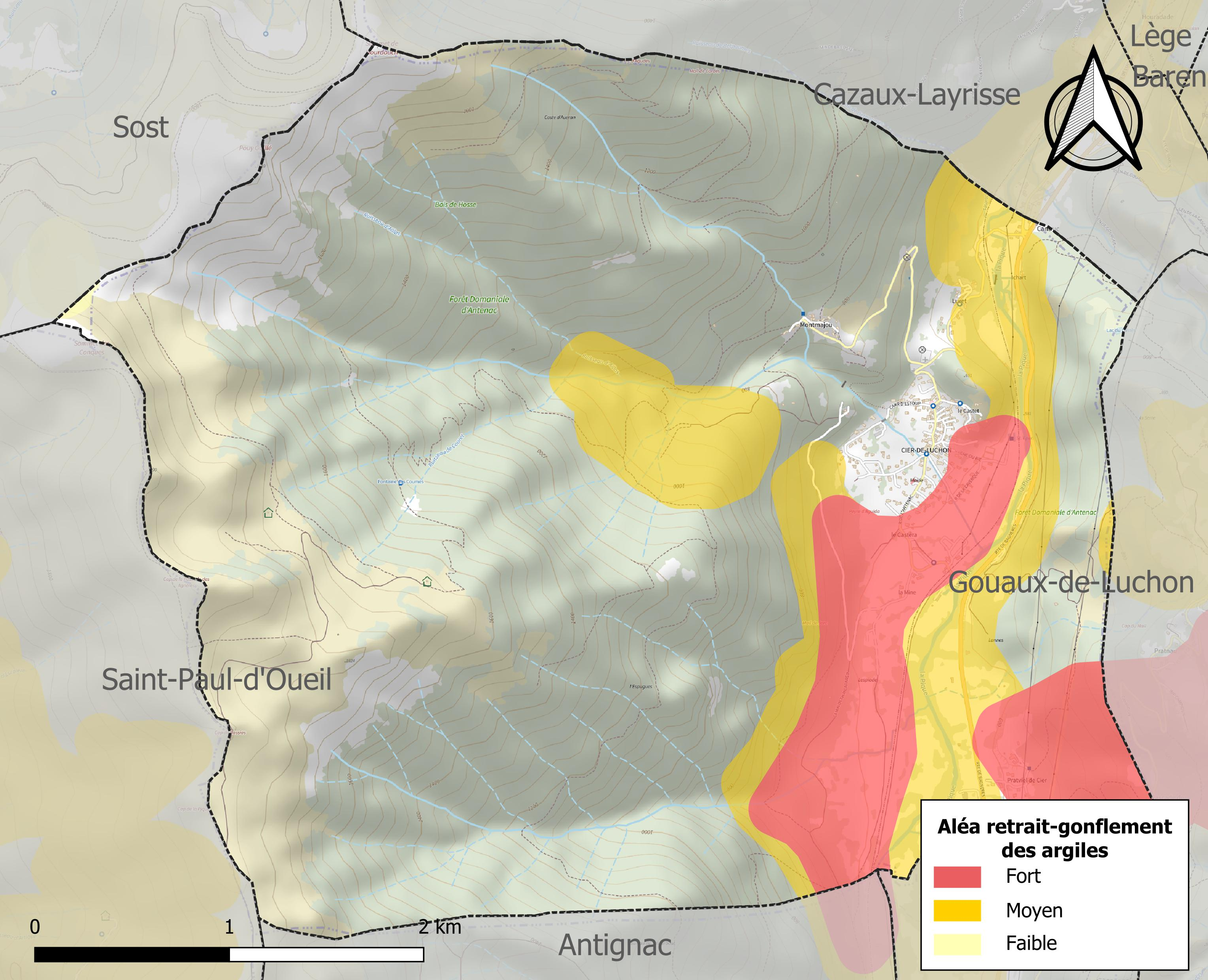
Carte des zones d'aléa retrait-gonflement des sols argileux de Cier-de-Luchon.

La commune est vulnérable au risque de mouvements de terrains constitué principalement du retrait-gonflement des sols argileux. Cet aléa est susceptible d'engendrer des dommages importants aux bâtiments en cas d’alternance de périodes de sécheresse et de pluie. 23,1 % de la superficie communale est en aléa moyen ou fort (88,8 % au niveau départemental et 48,5 % au niveau national). Sur les 212 bâtiments dénombrés sur la commune en 2019, 71 sont en aléa moyen ou fort, soit 33 %, à comparer aux 98 % au niveau départemental et 54 % au niveau national. Une cartographie de l'exposition du territoire national au retrait gonflement des sols argileux est disponible sur le site du BRGM,.
Par ailleurs, afin de mieux appréhender le risque d’affaissement de terrain, l'inventaire national des cavités souterraines permet de localiser celles situées sur la commune.
Concernant les mouvements de terrains, la commune a été reconnue en état de catastrophe naturelle au titre des dommages causés par la sécheresse en 2003 et par des mouvements de terrain en 1999.

#### Risques technologiques
La commune est en outre située en aval du barrage du Portillon sur la Neste d'Oô. À ce titre elle est susceptible d’être touchée par l’onde de submersion consécutive à la rupture de cet ouvrage.

#### Risque particulier
Dans plusieurs parties du territoire national, le radon, accumulé dans certains logements ou autres locaux, peut constituer une source significative d’exposition de la population aux rayonnements ionisants. Certaines communes du département sont concernées par le risque radon à un niveau plus ou moins élevé. Selon la classification de 2018, la commune de Cier-de-Luchon est classée en zone 3, à savoir zone à potentiel radon significatif.

## Toponymie
« Cier » signifie « au bord de la zone humide ».

## Histoire
La plaine Luchonnaise était occupée par un lac au Néolithique supérieur (4è siècle BC), depuis Cier-de-Luchon jusqu’à Saint-Mamet Un village et un château se situait sur le verrou glaciaire, avant de se déplacer à son pied.

## Politique et administration

### Rattachements administratifs et électoraux
Commune faisant partie de la huitième circonscription de la Haute-Garonne, de la communauté de communes des Pyrénées Haut-Garonnaises et du canton de Bagnères-de-Luchon. Avant le 1er janvier 2017, Cier-de-Luchon faisait partie de la communauté de communes du Pays de Luchon.

### Liste des maires
| Période                                  | Période  | Identité          | Étiquette | Qualité  |
| ---------------------------------------- | -------- | ----------------- | --------- | -------- |
| juin 1995                                | En cours | Jean-Pierre Comet | DVD       | Retraité |
| Les données manquantes sont à compléter. |          |                   |           |          |

## Population et société

### Démographie
| 1793 | 1800 | 1806 | 1821 | 1831 | 1836 | 1841 | 1846 | 1851 |
| ---- | ---- | ---- | ---- | ---- | ---- | ---- | ---- | ---- |
| 383  | 206  | 420  | 435  | 475  | 480  | 469  | 502  | 486  |

| 1856 | 1861 | 1866 | 1872 | 1876 | 1881 | 1886 | 1891 | 1896 |
| ---- | ---- | ---- | ---- | ---- | ---- | ---- | ---- | ---- |
| 457  | 447  | 425  | 401  | 388  | 411  | 351  | 304  | 281  |

| 1901 | 1906 | 1911 | 1921 | 1926 | 1931 | 1936 | 1946 | 1954 |
| ---- | ---- | ---- | ---- | ---- | ---- | ---- | ---- | ---- |
| 302  | 286  | 264  | 246  | 209  | 203  | 198  | 183  | 154  |

| 1962 | 1968 | 1975 | 1982 | 1990 | 1999 | 2004 | 2006 | 2009 |
| ---- | ---- | ---- | ---- | ---- | ---- | ---- | ---- | ---- |
| 138  | 127  | 124  | 120  | 185  | 222  | 238  | 248  | 240  |

| 2014 | 2019 | 2022 | - | - | - | - | - | - |
| ---- | ---- | ---- | - | - | - | - | - | - |
| 248  | 239  | 228  | - | - | - | - | - | - |

| selon la population municipale des années : | 1968 | 1975 | 1982 | 1990 | 1999 | 2006 | 2009 | 2013 |
| Rang de la commune dans le département      | 476  | 404  | 462  | 358  | 350  | 336  | 348  | 350  |
| Nombre de communes du département           | 592  | 582  | 586  | 588  | 588  | 588  | 589  | 589  |

### Enseignement
Cier-de-Luchon fait partie de l'académie de Toulouse.

### Culture et festivité
Panthéon pyrénéen, bibliothèque,

### Activités sportives
Chasse, randonnée pédestre, escalade,

### Écologie et recyclage
La collecte et le traitement des déchets des ménages et des déchets assimilés ainsi que la protection et la mise en valeur de l'environnement se font dans le cadre de la communauté de communes du Pays de Luchon.

## Économie

### Revenus
En 2018  (données Insee publiées en septembre 2021), la commune compte 109 ménages fiscaux, regroupant 231 personnes. La médiane du revenu disponible par unité de consommation est de 23 920 € (23 140 € dans le département).

### Emploi
|                | 2008  | 2013  | 2018  |
| -------------- | ----- | ----- | ----- |
| Commune        | 7,6 % | 3,8 % | 2,1 % |
| Département    | 7,7 % | 9,6 % | 9,3 % |
| France entière | 8,3 % | 10 %  | 10 %  |

En 2018, la population âgée de 15 à 64 ans s'élève à 148 personnes, parmi lesquelles on compte 77,4 % d'actifs (75,3 % ayant un emploi et 2,1 % de chômeurs) et 22,6 % d'inactifs,. Depuis 2008, le taux de chômage communal (au sens du recensement) des 15-64 ans est inférieur à celui de la France et du département.
La commune fait partie de la couronne de l'aire d'attraction de Bagnères-de-Luchon, du fait qu'au moins 15 % des actifs travaillent dans le pôle,. Elle compte 27 emplois en 2018, contre 29 en 2013 et 35 en 2008. Le nombre d'actifs ayant un emploi résidant dans la commune est de 119, soit un indicateur de concentration d'emploi de 22,9 % et un taux d'activité parmi les 15 ans ou plus de 58,8 %.
Sur ces 119 actifs de 15 ans ou plus ayant un emploi, 12 travaillent dans la commune, soit 10 % des habitants. Pour se rendre au travail, 89,7 % des habitants utilisent un véhicule personnel ou de fonction à quatre roues, 0,9 % les transports en commun, 6 % s'y rendent en deux-roues, à vélo ou à pied et 3,4 % n'ont pas besoin de transport (travail au domicile).

### Activités hors agriculture
29 établissements sont implantés  à Cier-de-Luchon au 31 décembre 2019. Le tableau ci-dessous en détaille le nombre par secteur d'activité et compare les ratios avec ceux du département,.
Le secteur de la construction est prépondérant sur la commune puisqu'il représente 37,9 % du nombre total d'établissements de la commune (11 sur les 29 entreprises implantées  à Cier-de-Luchon), contre 12 % au niveau départemental.

### Agriculture
|               | 1988 | 2000 | 2010 | 2020 |
| ------------- | ---- | ---- | ---- | ---- |
| Exploitations | 3    | 2    | 3    | 2    |
| SAU (ha)      | 25   | 43   | 38   | 32   |

La commune est dans les « Pyrénées centrales », une petite région agricole occupant le sud du département de la Haute-Garonne, massif montagneux où s’étagent les vallées profondes, la forêt et les zones intermédiaires, les estives. En 2020, l'orientation technico-économique de l'agriculture  sur la commune est l'élevage d'ovins ou de caprins. Deux exploitations agricoles ayant leur siège dans la commune sont dénombrées lors du recensement agricole de 2020 (trois en 1988). La superficie agricole utilisée est de 32 ha,,.

## Culture locale et patrimoine

### Lieux et monuments
- Église de la Nativité-de-Marie.

### Personnalités liées à la commune
- Denise Bloch, résistante française, y fait étape pendant la Seconde Guerre mondiale pour rejoindre l'Angleterre.
- Joan de Nadau, auteur-compositeur-interprète, y est né en 1948.

## Pour approfondir